# Factor de Atwater
El Factor Atwater' o Sistema Atwater, es utilizado para el cálculo de la energía disponible de los alimentos. Este sistema fue desarrollado ampliamente a partir estudios experimentales del químico americano Wilbur Olin Atwater y sus colegas a finales del siglo XIX y primeros años del siglo XX.

## Derivación del Factor de Atwater
Energía disponible (según Atwater la utilizaba) es equivalente al término moderno de Energía Metabolizable (EM)